# Hyaloscypha
Hyaloscypha Boud. – rodzaj grzybów z rodziny przeźroczkowatych (Hyaloscyphaceae).

## Systematyka i nazewnictwo
Pozycja w klasyfikacji według Index Fungorum: Hyaloscyphaceae, Helotiales, Leotiomycetidae, Leotiomycetes, Pezizomycotina, Ascomycota, Fungi.
Synonimy: Eupezizella Höhn., Orbiliopsis Höhn., Parorbiliopsis Spooner & Dennis, Truncicola Velen.
Gatunki występujące w Polsce
- Hyaloscypha albohyalina (P. Karst.) Boud. 1907[3]
- Hyaloscypha aureliella (Nyl.) Huhtinen 1990[4]
- Hyaloscypha bulbopilosa (Feltgen) Baral 2015[4]
- Hyaloscypha daedaleae Velen. 1934
- Hyaloscypha fuckelii Nannf. 1932[4]
- Hyaloscypha hepaticicola (Grelet & Croz.) Baral, Huhtinen & J.R. De Sloover 2009[4]
- Hyaloscypha hyalina (Pers.) Boud. 1907[3]
- Hyaloscypha leuconica (Cooke ex Stev.) Nannf. 1936[3]
- Hyaloscypha quercicola (Velen.) Huhtinen 1990
- Hyaloscypha vitreola (P. Karst.) Boud. 1885[4]

Nazwy naukowe na podstawie Index Fungorum.